# Homocistein S-metiltransferaza
Homocistein -metiltransferaza (EC 2.1.1.10, -adenozilmetionin homocistein transmetilaza, S-metilmetionin homocistein transmetilaza, adenozilmetionin transmetilaza, metilmetionin:homocistein metiltransferaza, adenozilmetionin:homocistein metiltransferaza, homocisteinska metilaza, homocisteinska metiltransferaza, homocisteinska transmetilaza, L-homocisteinska S-metiltransferaza, -adenozil--metionin:-homocisteinska metiltransferaza, -adenozilmetionin-homocisteinska transmetilaza, S-adenozilmetionin:homocistein metiltransferaza) je enzim sa sistematskim imenom S-metil--metionin:-homocistein -metiltransferaza. Ovaj enzim katalizuje sledeću hemijsku reakciju
-metil--metionin + L-homocistein {\displaystyle \rightleftharpoons } 2 L-metionin
Enzim koristi S-adenozil--metionin kao metilni donor, mada on pruža umanjenu aktivnost u odnosu na S-metil--metionin.

## Literatura
- Nicholas C. Price; Lewis Stevens (1999). Fundamentals of Enzymology: The Cell and Molecular Biology of Catalytic Proteins (Third изд.). USA: Oxford University Press. ISBN 019850229X.
- Eric J. Toone (2006). Advances in Enzymology and Related Areas of Molecular Biology, Protein Evolution (Volume 75 изд.). Wiley-Interscience. ISBN 0471205036.
- Branden C; Tooze J. Introduction to Protein Structure. New York, NY: Garland Publishing. ISBN 0-8153-2305-0.
- Irwin H. Segel. Enzyme Kinetics: Behavior and Analysis of Rapid Equilibrium and Steady-State Enzyme Systems (Book 44 изд.). Wiley Classics Library. ISBN 0471303097.

## Spoljašnje veze
- Homocysteine+S-methyltransferase на 